# 黑足金粉蕨
黑足金粉蕨（学名：Onychium contiguum）为中国蕨科金粉蕨属下的一个种。

## 扩展阅读
- 維基物種上的相關：黑足金粉蕨